# Сејди Спаркс
Сејди Спаркс (енгл. Sadie Sparks) ирско-француска је анимирана телевизијска серија чија је премијера била 20. априла 2019. године на каналу Disney Channel. Серију је створио Брона О'Хенлон и налази се у копродукцији између канала Brown Bag Films у Ирској и Cyber Group Studios у Француској.

## Радња
Сејди Спаркс врти се око авантура Сејди, тинејџерке која открива да има магичне способности и креће на обуку. Она добија водство чаробног зеца, Гилберта, који је послан у људски свет из Чаробног царства да обучи Сејди и да држи своје моћи под контролом, али с овом новом одговорношћу Сејди такође мора уравнотежити средњошколски живот.